# Eugeen Gilliams
Eugeen Gilliams (Antwerpen, 18 oktober 1889 - Antwerpen, 25 mei 1981), ook bekend onder het pseudoniem Frans de Wilde, was een leraar Engels en schrijver van prozaschetsen, korte verhalen en later vooral poëzie.

## Leven
Eugeen Gilliams werd geboren op 18 oktober 1889 te Antwerpen als oudste zoon van Jan-Baptist Gilliams en Anna Paulina Blieck. Hij was tevens een achterneef van Maurice Gilliams. Aanvankelijk was Gilliams werkzaam als onderwijzer, later als leraar Engels. Hij debuteerde met korte prozaschetsen in juli 1908 onder het pseudoniem Rosa. De maand erop behaalde Gilliams zijn diploma van onderwijzer, en in oktober werd hij leraar aan de gemeenteschool in Willebroek. 4 jaar later, in 1912, sloot hij zich aan bij de literaire kring Vlaamsch en Vrank. In hetzelfde jaar trad hij in het huwelijk met Charlotta Joanna van Gheluwe met wie hij in 1915 verhuisde naar Engeland. Gilliams werkte daar bij de Britse militaire postdienst in Bath. Hetzelfde jaar werd zijn dochter Dora Maria Gilliams geboren, dat zeer vroeg overleed. In 1917 werd hij terug vader, van een zoon Jan Maria Gilliams. Rond maart 1919 verhuisde het gezin terug naar Antwerpen, waar Eugeen Gilliams zijn job als onderwijzer hervat. 17 mei 1937 kwam zijn vrouw te overlijden en op 18 december 1944 kwam ook zijn zoon om het leven door het inslagen van een V2-bom. Hij besloot in 1945 met vervroegd pensioen te gaan, en trouwde in 1951 opnieuw, deze keer met Irma Luyckx.

## Werken

### Uitgebracht onder 'Eugeen Gilliams'
- Readings in commercial and industrial English, samen met P. van Remoortel, Antwerpen, 1927.

### Uitgebracht onder pseudoniem 'Frans de Wilde'
Een aantal werken:
- Sneeuw, Gent, 1909.
- De ruïne, Gent, 1913.
- Intrede, Antwerpen, 1919.
- De weg door het woud, Antwerpen, 1921.
- Het huis op de vlakte, Antwerpen, 1926.
- De vluchtende schoone, Antwerpen, 1930.
- De speaker: tooneelspel voor jonge meisjes in één bedrijf, Sint-Jans-Molenbeek, 1931.
- Dichter en burgerman, Antwerpen, 1935.
- Droef dagboek, Antwerpen, 1937.
- Het eenzaam hart, Mechelen, 1939.
- L'inconnu de la Seine, 1939.
- Korte kommentaren, 1941.
- De slotsom: verzen, Antwerpen, 1944.
- De verloren zoon, Antwerpen, 1945.
- Het antwoord, 1945.
- Losse kantteekeningeni, 1945.
- Voor de stilte, Lier, 1959.
- Aards avontuur, Hasselt, 1964.
- Hulde aan Frans de Wilde, 1889, 1971.
- In memoriam, Mechelen, 1941.

## Prijzen
- 1961: prijs voor poëzie van de Stad Antwerpen voor zijn bundel "Voor de stilte"
- 1965: bijzondere prijs van de provincie Antwerpen voor zijn gezamenlijk dichtwerk